# Jeje Odongo

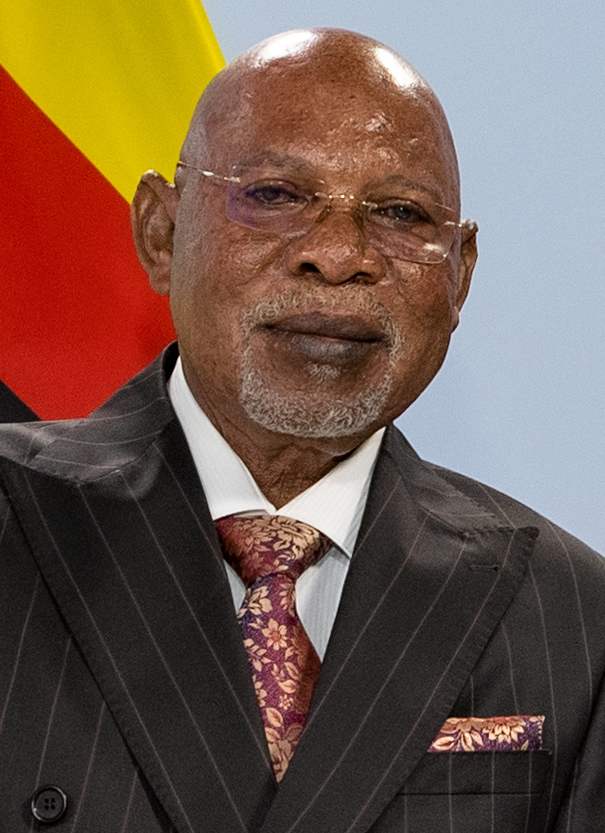
Jeje Odongo, 2022

Jeje Abubakhar Odongo (* 3. März 1954) ist ein ugandischer ehemaliger General und Politiker des National Resistance Movement (NRM). Er war von 1998 bis 2001 Kommandeur der Streitkräfte Ugandas UPDF (Uganda People’s Defense Force). Ab 2016 war er ugandischer Innenminister. Am 8. Juni 2021 wurde er zum Kabinettsminister für auswärtige Angelegenheiten ernannt.

## Leben
Odongo absolvierte ein Lehramtsstudium an der Makerere-Universität, das er 1976 Bachelor of Arts sowie einem Diplom im Fach Pädagogik (B.A. Education) beendete. Er trat in die Armee ein und war zwischen 1986 und 1987 Kommandeur (Commanding Officer) sowie zwischen 1987 und 1989 Kommandant von Armeeeinheiten der damaligen Nationalen Widerstandsarmee NRA (National Resistance Army), ehe er zwischen 1989 und 1996 Direktor für Versorgung sowie 1996 kurzzeitig Politischer Chefkommissar der umbenannten Streitkräfte Ugandas UPDF (Uganda People’s Defense Force) war. Anschließend fungierte er zwischen 1996 und 1998 als Staatsminister im Verteidigungsministerium (Minister of State for Defence) und löste 1998 Generalmajor Mugisha Muntu als Kommandeur der Streitkräfte Ugandas UPDF ab. Diesen Posten hatte er bis 2001 inne und wurde daraufhin von Generalmajor James Kazini abgelöst. Im Anschluss fungierte er zwischen 2002 und 2006 als Staatsminister im Umweltministerium (Minister of State for Environment) und erwarb danach 2007 einen Master of Arts im Fach Internationale Sicherheit (M.A. International Security) an der University of Nairobi sowie 2008 einen weiteren Master of Arts im Fach Internationale Beziehungen (M.A. International Relations and Diplomacy) an der Nkumba University.
2009 wurde Odongo erneut Staatsminister im Verteidigungsministerium und hatte diesen Posten bis 2016 inne. Seit 2016 ist er Innenminister (Minister of Internal Affairs) im Kabinett von Premierminister Ruhakana Rugunda. Darüber hinaus ist er für das National Resistance Movement (NRM) Mitglied des Parlaments von Uganda und vertritt in diesem den Wahlkreis Orungo County, der im Distrikt Amuria in der Ostregion liegt. Am 8. Juni 2021 wurde er zum Kabinettsminister für auswärtige Angelegenheiten Ugandas ernannt.
Am 18. Februar 2022 nahm er am Gipfeltreffen Europäische Union – Afrikanische Union in Brüssel teil, wo er Ursula von der Leyen, die Präsidentin der Europäischen Kommission, erst nach einem Hinweis von Emmanuel Macron begrüßte.